# Los Pepones
Los Pepones es un pequeño pueblo perteneciente al municipio de Vélez-Málaga, en plena comarca de la Axarquía, provincia de Málaga, España. Se localiza en el extremo oeste de este municipio malagueño, entre los municipios de Benamocarra y Almáchar. Para acceder a su núcleo urbano debemos de pasar por la carretera de ámbito provincial MA-3112, que une los municipios de El Borge con Vélez-Málaga, y posteriormente acceder por el cruce existente en el km.6 de citada carretera. 

## Descripción
El núcleo urbano está situado sobre un terreno accidentado, encima del río Almáchar, a unos 10 km de la capital axárquica, muy cerca del antiguo núcleo de Esparraguera. Los Pepones está compuesto por más de una treintena de viviendas, que están habitadas principalmente por gentes de la zona aunque en estos últimos años se están incorporando a la comunidad nuevos vecinos de los municipios colindantes. El centro neurálgico es la ermita y en torno a ella se disponen la mayoría de las casas.
Se distingue también otra zona urbana al oeste del centro urbano, conocida por los naturales del lugar como "La Cortijá Alta" o "Cortijá de Patarra", en ella se albergan una decena de casas y alguna industria de ferrallas de un particular.
También existen zonas diseminadas anexas al núcleo principal, tales como "Cortijá Villalba" y la Cochera de Luis Reyes, este último situado a ambas orillas del río Almáchar constituye un núcleo urbano de cierta entidad.
Los Pepones está situado en una falda montañosa, sobre el río Almáchar, a una altitud de 150 m sobre el nivel del mar en su zona central, y rodeados de montes, entre los que destaca el cerro Patarra (altitud 475 m s. n. m.). Tradicionalmente el paraje en el que se halla Los Pepones se ha denominado Jibares.
Hidrográficamente Los Pepones se encuentra bañado por el río Almáchar que atraviesa el territorio dirección sureste. Además cuenta con 2 arroyos, uno que pasa por debajo del centro urbano y otro que confluye con el núcleo de La Cochera de Luis Reyes (Arroyo Matauras), ambos desembocan en el mencionado río Almáchar.
Los Pepones limita en su territorio con el término municipal de Benamocarra al sur, Iznate al suroeste y Almáchar al norte y noroeste.

## Historia
Su nombre "Los Pepones" se debe, al parecer, al apellido de un terrateniente de finales del siglo XIX, Manuel Pepón, el cual secundó estas tierras del río Almáchar.
Un médico musulmán de la vecina localidad de Iznate, apuntaba en que en esta zona es donde nació realmente el pensador hispano-judío Maimónides, ya que a su parecer el nacimiento de tal pensador (aparece reflejado en diversas crónicas) se produjo en la "Atalaya Baja" nombre, con el cual se conocía un torreón destruido situado a 1,5 km aproximadamente al suroeste del núcleo peponero. Sin embargo esta opinión doctrinal-histórica no se ha hecho oficial en ninguna fuente histórica.
Respecto a la Atalaya Baja que se menciona anteriormente, hay indicios arqueológicos y logísticos tales como gran cantidad de piedras erosionadas de río y restos de ladrillos y tejas, desde la cual se divisa la antigua fortaleza de Iznate, Benthomiz, Fortaleza de Vélez, Fortaleza de Zalia, Comares, el antiguo Castillo de Santopítar y la Torre Atalaya, así como varias torres vigías entre Torre del Mar y Torrox Costa. Constituyendo estos restos el segundo cinturón defensivo de la Axarquía, e interconectando de forma visual los puntos mencionados anteriormente.
Ya adentrado en la Edad Moderna, se constituyó el núcleo de Esparraguera, situado en la falda del cerro Patarra, a unos 2 km al oeste del actual núcleo peponero.

## Economía
La economía de Los Pepones se centra en el sector primario (agricultura subtropical) siendo los productos principales: aguacates, mangos y así como la trilogía secana de almendro, vid y olivo (estos últimos en extinción).
La renta per cápita del pueblo peponés ha aumentado sustancialmente en estos últimos años gracias a la proliferación de cultivos subtropicales y la extinción de otros cultivos de secano de menor rentabilidad. Por otra parte, también hay peponeros que trabajan en localidades vecinas como las de Benamocarra o Vélez-Málaga.
En relación con el desempleo en Los Pepones aunque no hay ningún dato concreto, se estima que está por debajo del entorno (el municipio veleño presenta un 19,23% de desempleo) debido a la proliferación de minifundios de regadío subtropical y a un gran porcentaje de jubilados que engrosan el grupo de población laboral pasiva.
La dependencia del pueblo peponés al municipio veleño y su situación periférica ha provocado una situación de dejación sistemática por parte de las instituciones municipales, careciendo de servicios básicos como alumbrado público, acceso por carretera (desde la MA-3112) o servicios de recogida de residuos sólidos urbanos hasta entrado el s.XXI, si bien, tal situación no ha cristalizado en una opción política propia y crítica con el municipio, alcanzando sólo a una asociación de vecinos que sirve de grupo de presión y que canaliza todas las demandas que se realizan a la Tenencia de Alcaldía de Trapiche y Triana, y al Ayuntamiento de Vélez-Málaga en última instancia.

## Sociedad: la ermita, festejos y cultura

### La ermita
Antigua y pequeña iglesia donde podemos encontrar como imagen principal a la Virgen de la Inmaculada, dicha imagen llegó desde la vecina localidad de Almáchar.
La ermita actualmente no se usa de forma constante, si bien, durante mucho tiempo fue, además de lugar de ceremonias para todos los vecinos, una escuela rural. En esta escuela muchos de los que aún residen aprendieron nociones básicas de educación primaria como leer y escribir. En su pequeño patio se hacían los recreos y por los alrededores, en sus campos, las excursiones.

### Festejos y cultura
La festividad por excelencia es el Día de Nuestra Señora de la Victoria (Noche de las Candelas) que se celebra el 8 de septiembre, ese día se hacen las hogueras típicas de esa fecha y se baila “la rueda”. Otras celebraciones importantes son:
– La Romería en mayo.
– En el mes de agosto se celebra el ya conocido Certamen cultural "Arte a campo abierto", en el que se exponen obras pictóricas y literarias (generalmente versos) relativos al pueblo peponés, su idiosincrasia y forma de vida.
La tradición nos habla de una serie de poetas peponeros, tales como Aurelio Santana (fallecido en el año 2000) y su hijo Antonio Santana Beltrán, alias El Maestrillo.
- La fiesta de la Inmaculada el día 8 de diciembre donde es sacada en procesión después de celebrarse una misa en la ermita

## Asociación de Los Pepones

### Asociación de vecinos La Ermita
El Estatuto de asociación de vecinos del pueblo peponés es la única norma propia que regula la vida de los vecinos peponeros, a continuación su contenido íntegro:
LOS PEPONES CUENTA CON UNA ASOCIACIÓN DE VECINOS: 

LA ERMITA, LOS PEPONES (Vélez-Málaga)

MÁLAGA 
Con la denominación de ASOCIACIÓN DE VECINOS LA ERMITA, LOS PEPONES, Vélez-Málaga, MÁLAGA, se constituye en Vélez Málaga, (Málaga), el 31 de agosto de 2000, una organización de naturaleza asociativa y sin ánimo de lucro, al amparo de la Ley 191/1964, de 24 de diciembre de las asociaciones. La asociación se rige por lo dispuesto en el artículo 22 de la Constitución Española, Ley Orgánica 1/2002, de 22 de marzo, reguladora del Derecho de Asociación, en cumplimiento de la Disposición Transitoria Primera de la misma y demás disposiciones vigentes dictadas en desarrollo y aplicación de aquella, así como las disposiciones normativas concordantes. El régimen de la Asociación se determinará por los dispuesto en los presentes Estatutos.
Domicilio
El domicilio social se establece en Los Pepones (Vélez-Málaga), Málaga en la calle de la Ermita s/n, No obstante, la Asociación podrá, en el desarrollo de sus fines, celebrar actos en cualquier lugar, cuando la naturaleza de aquellos lo requieran o aconsejen.
Fines
Los fines de esta Asociación serán:
	1.- Promover fundamentalmente las actividades y manifestaciones a favor de los vecinos como: La mejora de infraestructuras para la barriada, la organización de actividades culturales y cuantas actuaciones redunde en lograr una mayor calidad de vida para el conjunto de los vecinos.
	2.- Representar a los vecinos ante las instituciones pertinentes 
	3.- Defender las reivindicaciones sociales que la mayoría de los socios planten.
ACTIVIDADES
	Para el cumplimiento de los fines del artículo anterior, la Asociación realizará las siguientes actividades:
	Organizará; concursos de carácter cultural, (pintura, dibujo, poesía, etc.) sesiones de trabajo, reuniones de formación y divulgación, así como actos de carácter análogo, sometiéndose a cada caso a lo que disponga la legislación vigente, y divulgándolas entre el público en general. Anualmente se celebrara “La Noche de Las Candelas”, verbena popular de carácter tradicional y festivo.
ADQUISICIÓN DE LA CONDICIÓN DE SOCIOS
	Para adquirir la condición de socios y poder formar parte de la Asociación se requiere ser persona natural, mayor de edad, gozar de plena capacidad de obrar y estar interesado en los fines de la Asociación. La solicitud de ingreso debe ser aceptada por la Junta Directiva.
- Datos: Q11058797